# Ulrike von Kleist

Ulrike von Kleist (zugeschrieben), Staatsbibliothek zu Berlin – Preußischer Kulturbesitz

Philippine Ulrike Amalie von Kleist (* 26. April 1774 in Frankfurt (Oder); † 5. Februar 1849 in Frankfurt (Oder)) war eine Halbschwester Heinrich von Kleists. Sie war durch Erwerb des Familien-Hauses Bürgerin der Stadt Frankfurt (Oder) sowie Mitglied der dortigen Singakademie.

## Leben und Wirken
Ulrike von Kleist war die zweite Tochter von Joachim Friedrich von Kleist (1728–1788) und dessen erster Frau Karoline Luise, geborene von Wulffen (1755–1774), die 19-jährig bei der Geburt ihrer Tochter starb. Die Familie lebte in Frankfurt an der Oder, da dort das Regiment stand, in dem der Vater diente, und besaß dort auch ein eigenes Haus (in der späteren Oderstraße Nr. 26). Ulrike von Kleist war die Lieblingsschwester Heinrich von Kleists, mit der er den engsten familiären Kontakt hatte und die ihn immer wieder auch finanziell unterstützte. Über ihr Leben ist wenig bekannt. Nur bruchstückhaft kann aus den Briefen Kleists über ihr Leben und die Beziehung zu ihrem Bruder geschlossen werden. Insgesamt 58 Briefe der Geschwister zwischen 1795 und 1811 sind überliefert, jedoch keine Gegenbriefe Ulrike von Kleists.
Erst zu ihrem 250. Geburtsjahr 2024 wurde durch Archiv- und Forschungsarbeit neues Wissen über ihre Biografie durch die Kuratorin der Stiftung Kleist-Museum in Frankfurt (Oder) Barbara Gribnitz zusammengetragen, sodass diese nun nicht mehr nur ausschließlich aus der Perspektive ihres Bruders dargestellt werden kann.
Ulrike von Kleist blieb zeitlebens unverheiratet und führte für eine Frau ihrer Zeit ein recht unabhängiges Leben, was sich u. a. in ihren zahlreichen Reisen zeigt. Ende 1819 erwarb sie außerdem das Haus der Familie in der Oderstraße Nr. 26, das zwischenzeitlich vermietet und verpachtet war. Da nur Personen mit Bürgerrecht Grundbesitz erwerben durften, wurde Ulrike von Kleist infolge des Kaufs 1820 Bürgerin der Stadt (ohne jedoch das Wahlrecht zu erhalten, das Männern vorbehalten war). Barbara Gribnitz konnte außerdem nachweisen, dass Ulrike von Kleist ab 1815 Mitglied der Singe-Gesellschaft im Stimmfach Alt war. Ihre Notenhefte mit eigenhändigen Einträgen müssen heute als verschollen gelten, da deren Ankauf durch die Kleist-Gesellschaft im Jahr 1934 nicht forciert wurde.
Wenngleich gesichert ist, dass Ulrike von Kleist ihren Bruder auf zahlreichen Reisen zwischen 1800 und 1808 begleitete, gibt es jedoch für die Behauptung, dass sie dabei Männerkleidung trug, keine Quellenbelege.
Im Sommer 1800 unternahm sie mit ihren Geschwistern eine Reise nach Rügen, von der Heinrich von Kleist die Episode erzählt:

„Als wir auf der Ostsee zwischen Rügen und dem festen Lande im Sturm auf einem Boote mit Pferden und Wagen dem Untergange nahe waren, und der Schiffer schnell das Steuer verließ, die Segel zu fällen, sprang sie an seinen Platz und hielt das Ruder – Unerschütterliche Ruhe scheint ihr das glücklichste Los auf Erden.“

1801 folgte eine gemeinsame Reise mit ihrem Bruder nach Paris, die Ulrike von Kleist zum großen Teil selbst finanzierte. Ende des Jahres kehrte sie nach Frankfurt zurück, ihr Bruder fuhr weiter in die Schweiz. Als er in Bern erkrankte, eilte sie sofort zu ihm und fand ihn dort Mitte September 1802 bereits wieder gesund vor. Gemeinsam fuhren sie im Oktober wieder nach Frankfurt zurück.
Auch im Winter 1803, als Kleist bei Wieland in Oßmannstedt weilte, scheint Ulrike von Kleist mit dort gewesen zu sein, denn sie schreibt 1811 rückblickend zu seiner überstürzten Abreise von Wieland:

„Er reiste auch würklich ab – und ich blieb zurück! […] doch wünschte ich nicht, daß Du schlimm von ihm dächtest. – Wenn er auch nicht zu den ganz edlen Menschen gehört, die ja ohnehin eine Ausnahme machen, so ist er doch  g u t, ..“

Im Sommer 1803 fuhr sie wiederum zu ihrem Bruder, zuerst nach Dresden mit weiteren Familienmitgliedern, danach auch noch nach Leipzig, um ihn mit Geld für die zweite Schweiz-Reise zu versorgen. Im Dezember 1804 forderte Kleist – wieder nach Berlin zurückgekehrt – seine Schwester auf, gemeinsam mit ihm „eine Wohnung auszumitteln“ und gemeinsam hauszuhalten.

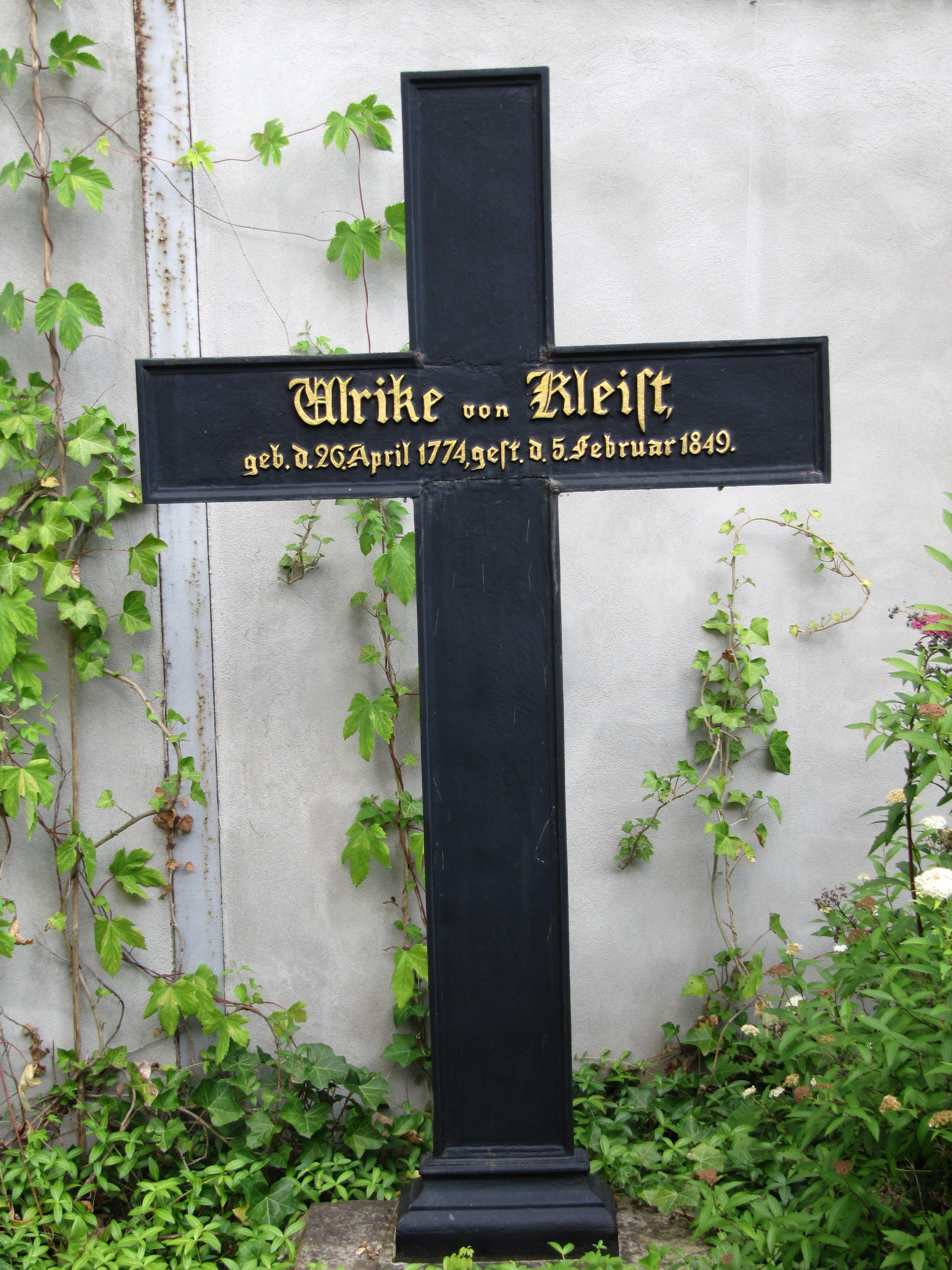
Grabkreuz Ulrike von Kleists (Replik im Garten des Kleist-Museums in Frankfurt (Oder))

Mitte des Jahres 1805 reiste Ulrike von Kleist ihrem Bruder nach Königsberg nach und führte dort mit ihm bis zum Frühjahr 1806 einen gemeinsamen Haushalt. Dann verließ sie Königsberg und zog nach Schorin bei Stolp / Hinterpommern zu den verwandten von Stojentins in der Hoffnung, dass Kleist bald folgen möge. Im Juni 1806 bat der Bruder bei seiner Behörde um Entpflichtung vom Staatsdienst, da er aus gesundheitlichen Gründen zu Verwandten aufs Land ziehen wolle. Die endgültige Entlassung wurde ihm jedoch erst Anfang 1807 erteilt. Auf dem Weg nach Berlin machte Kleist in Schorin Station.
1807 – nach Entlassung aus der französischen Gefangenschaft – versuchte Kleist seine Schwester zu einer finanziellen Beteiligung „als Actionair“ an dem von ihm geplanten Verlagsunternehmen zu überreden, doch nahm sie seinen Vorschlag nicht an. Das Projekt kam nie zustande.
Am 11. August 1811 versucht Kleist noch einmal vergeblich, seine Schwester dazu zu bewegen, zu ihm nach Berlin zu ziehen, wo er ihr eine Anstellung im Luisenstift besorgen könne. In seinem Abschiedsbrief an Ulrike von Kleist, datiert mit „am Morgen meines Todes“, schrieb er die später berühmt gewordenen Worte:

„[…] wirklich, Du hast an mir getan, ich sage nicht, was in Kräften einer Schwester, sondern in Kräften eines Menschen stand, um mich zu retten: die Wahrheit ist, daß mir auf Erden nicht zu helfen war.“

Nach dem Tod ihres Bruders unternahm Ulrike von Kleist vermutlich nicht mehr so ausgedehnte Reisen. Jedoch reiste sie noch 60-jährig im Sommer 1834 mit ihren Nichten Auguste und Friederike von Pannewitz über mehrere Stationen nach Nizza.
Ulrike von Kleist wurde auf dem Alten Friedhof (heute Kleist-Park) in Frankfurt beerdigt. Ein großer Stein mit der Inschrift „Ulrike von Kleist“ erinnert seit 2022 an ihre letzte Ruhestätte. Ihr Grabkreuz ging im 20. Jahrhundert verloren, als der Friedhof als Park umgewidmet wurde. Heute befindet sich eine Nachbildung dieses Kreuzes im Garten des Kleist-Museums. Eine Ausstellung zu Ulrike von Kleist wurde am 11. April 2024 im Kleist-Museum eröffnet und wird durch eine Publikation begleitet u. a. mit Beiträgen von Felicitas Hoppe, Katrin Röggla, Laszlo Földerny.